# Componistenbuurt (Bilthoven)
De Componistenbuurt is een buurt in de wijk Bilthoven-Noord (Bilthoven, gemeente De Bilt), die vanaf 1917 gebouwd is op de locatie van een voormalig sterrenbos, het Oosterpark. Dit is te zien aan de straten die vanaf de rondgaande Bachlaan straalsgewijs uitwaaieren. Vanwege deze opzet naar 18e-eeuwse barokke landschapsarchitectuur wordt de buurt ook wel het Sterrenbos genoemd. Naar het park en naar de bossen die de streek kenmerken zijn verwijzingen te vinden in de opzet van de wijk.

## Ontwikkeling
Met de verkoop in 1917 door de familie Van Boetzelaer (eigenaren van landgoed Eyckenstein) van een gedeelte van het Ridderoordse Bos, kreeg de N.V. Maatschappij tot Exploitatie van Het Oosterpark onder leiding van Otto Schulz (1868–1953) de gelegenheid voor de ontwikkeling van het bosgebied ten zuiden van de huidige provinciale weg 234. Dit tot dan toe onontsloten bosgebied stond in de 19e eeuw bekend als de ‘Zwarte Heuvels’ en bestond uit glooiend terrein dat werd gekenmerkt door dennen, berken en zandduinen.

## Stratenplan en bebouwing
De opzet van het gebied volgde de toen voor Bilthoven ingezette ontwikkeling als villapark. De ruimtelijke structuur van het gebied wordt bepaald door rechte, radiale lanen uitmondend in een grote ronde bosruimte. De straten dragen de namen van componisten: Beethovenlaan, Mozartlaan, Wagnerlaan, Händellaan, Schubertlaan en Haydnlaan, die alle centraal uitkomen op de ronde Bachlaan. De straalsgewijs lopende lanen kenmerken zich door veelal vrijstaande villa’s op ruime kavels en worden verderop gekruist door de lijnen van de Sweelincklaan, de Lassuslaan en de Obrechtlaan. De Ockeghemlaan vormt een inbreiding tussen de Schubertlaan en de Haydnlaan; ook voorbij de lijnen van de Obrechtlaan en Sweelincklaan dragen de lanen namen van componisten.

## Landschapselementen
De rondlopende Bachlaan omringt een bomengroep, lokaal bekend als het "Bachbos". Door de beplanting en doordat er duinen liggen in dit centrale punt, is er geen doorzicht in het Bachbos, hoewel de doorsnede slechts 150 meter is. De bebouwing is slechts her en der zichtbaar achter de bomen.
Het karakter van het vroegere Oosterpark is sindsdien bewaard gebleven. Het bos aan de Bachlaan vormt met zijn dicht met vliegdennen begroeide duinen nog altijd een weerslag van de 'Zwarte Heuvels'. Het gebied wordt goeddeels omgrensd door het Natuurnetwerk Nederland (Utrechtse Heuvelrug) en heeft een beschermde status als hoofdstructuur beplanting in het groenstructuurplan van de gemeente De Bilt.